# Ordensmantel

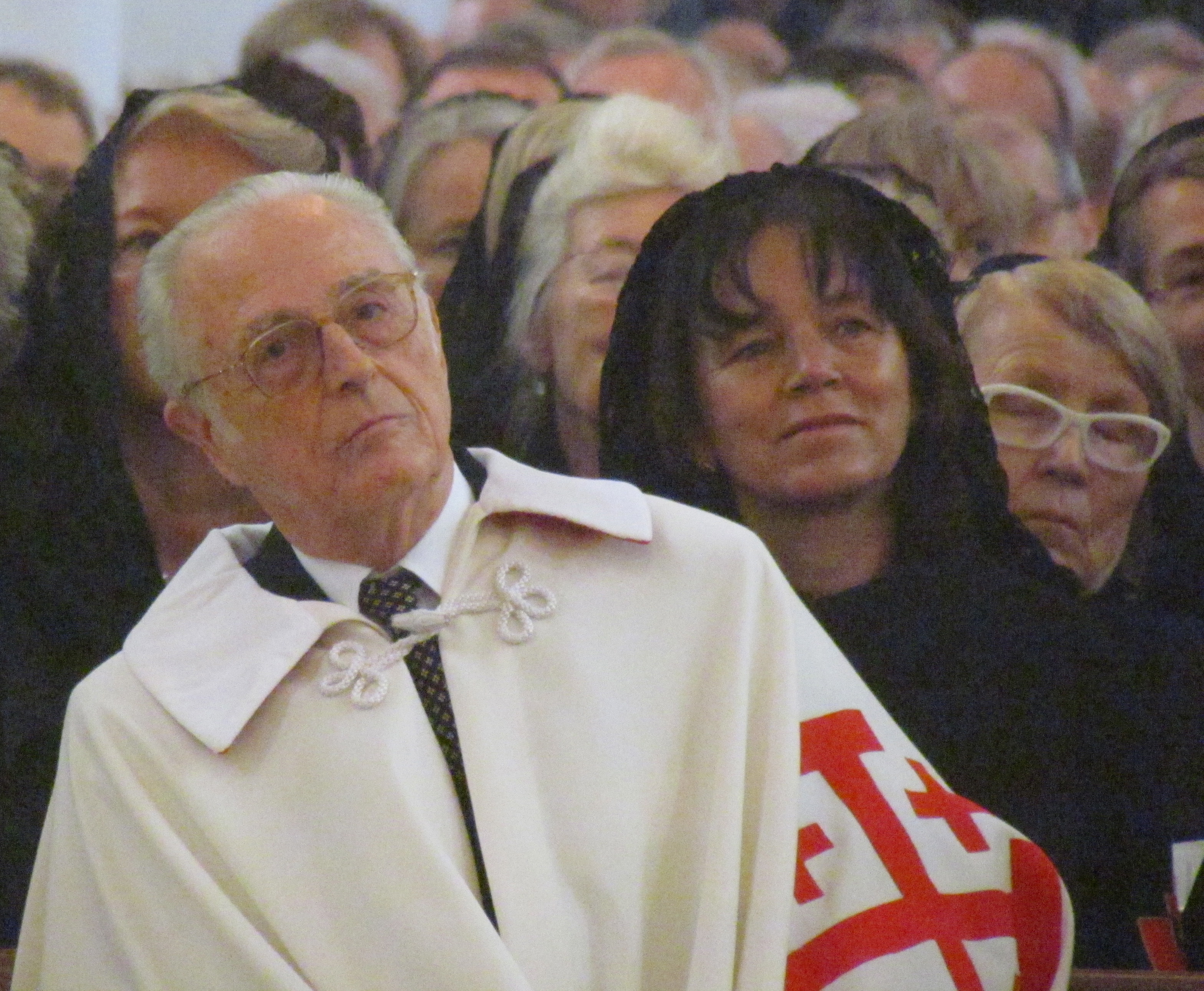
Franz von Bayern im Ordensmantel der Ritter vom Heiligen Grab

Der Ordensmantel (lateinisch Clamys, von altgriechisch Chlamys) ist ein Mantel, der seit dem Mittelalter von Ordensrittern getragen wird. Unterscheidend sind die Farben wie die angebrachten Symbole und Kreuze, nach denen man den Träger einem Ritterorden zuordnen kann. Nur Ordensrittern ist es gestattet, eine Clamys zu tragen.